# Pseudopterogorgia formosa
Pseudopterogorgia formosa är en korallart som först beskrevs av Nutting 1910.  Pseudopterogorgia formosa ingår i släktet Pseudopterogorgia och familjen Gorgoniidae. Inga underarter finns listade i Catalogue of Life.